# Fila-brasileiro
Fila-brasileiro é uma raça de cão de grande porte e molossoide desenvolvida no Brasil, e a primeira raça brasileira a ser reconhecida internacionalmente. O fila-brasileiro é utilizado como cão de guarda e companhia.
A origem deste canino está atrelada à colonização do Brasil, quando os europeus trouxeram para cá os seus cães de trabalho. Porém, assim como acontece em outras raças antigas, a exata origem genética do fila-brasileiro é desconhecida. A primeira teoria sobre sua origem especulou que através de vários cruzamentos entre três raças inglesas de grande porte, surgiu um cão brasileiro que teria herdado a grande e forte estrutura óssea dos mastins-ingleses, a pele solta e as orelhas baixas dos bloodhounds e a resistência dos antigos-buldogues. Contudo não há fatos que suportem esta teoria.  A teoria considerada mais plausível do ponto de vista histórico e com mais embasamento, é a de que o fila-brasileiro descenda de grandes cães primitivos portugueses e espanhóis como o mastín leonés (variedade funcional do mastim-espanhol), rafeiro-do-alentejo, alão-português (extinto), cão-de-gado-transmontano, cão-de-castro-laboreiro, entre outros, possivelmente trazidos ao Brasil durante a União Ibérica, ou mais tarde.
O fila-brasileiro é ainda considerado um personagem anônimo da História do Brasil desde os tempos do Brasil-colônia, quando ajudou os colonizadores na conquista de território, protegendo as comitivas dos Bandeirantes de ataques de nativos e onças ou suçuaranas; ajudando na proteção aos rebanhos e comitivas, e até mesmo sendo usado pelos colonizadores para recapturar escravos fugitivos.

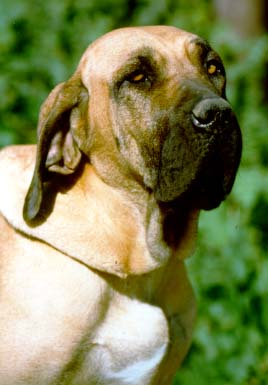
Fila brasileiro

Robusto, é descrito como animal de temperamento forte, que requer o pulso firme de donos experientes. Conhecido por sua intensa aversão a estranhos, teve o seu inicial padrão modificado, segundo a CBKC, para mostrar um rosto "menos intimidante". Em contrapartida, é visto como um canino tolerante com crianças, comportado e seguro.

## Etimologia
A palavra "filar" em português significa literalmente "agarrar, segurar, prender". Portanto "Cão de fila" ou "Cão de filar" dá a entender de que trata-se de um Cão de agarre, um cão que "morde e não solta". Nomeação similar é encontrada também em duas raças de origem portuguesas (que podem compartilhar parentesco com o fila-brasileiro): o Cão de Fila de São Miguel e o extinto Cão de Fila da Terceira.

## História

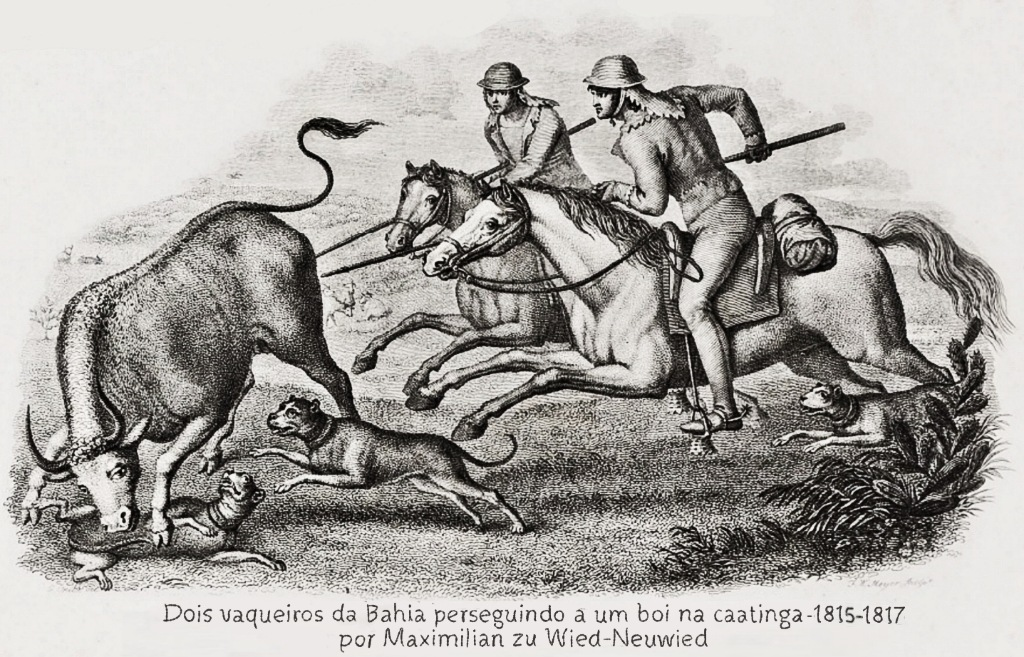
Obra do início do século XIX de cães auxiliando vaqueiros a capturar um boi bravio no nordeste brasileiro. Por Maximilian zu Wied-Neuwied.

Primeira raça brasileira a ser reconhecida internacionalmente pela FCI na década de 1960, o fila-brasileiro é um personagem anônimo da História do Brasil desde os tempos do descobrimento, quando ajudou os colonizadores na conquista do território brasileiro, seja protegendo as comitivas dos Bandeirantes e o gado de ataques de nativos e de onças ou suçuaranas, ou até mesmo, mais tarde, sendo usado pelos colonizadores para recapturar escravos fugitivos.

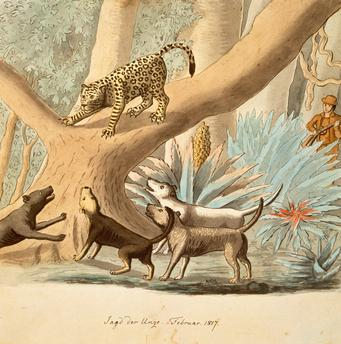
Quatro cães com orelhas cortadas acuando uma onça-pintada numa árvore. "Caça à onça no Brasil", 1817, sul da Bahia. Por Maximilian zu Wied-Neuwied. Os cães representados possuem enorme semelhança ao extinto Alão-português fotografado por último em 1904 em Portugal.

Acredita-se que historicamente os filas sempre estiveram presentes em todas as regiões do território brasileiro, mas que a rota dos tropeiros (levando mercadorias do interior do território para o litoral) influenciou entre outras coisas a maior presença desta raça em determinadas regiões. É provável que muitos tropeiros tinham suas comitivas protegidas por filas, com isto sua incidência sempre foi maior nas regiões centro-oeste e sudeste, principalmente em Minas Gerais e em Mato Grosso. Mas, algumas gravuras do início do século XIX, apresentadas pelo príncipe Maximilian zu Wied-Neuwied, atestam que esta raça já estava presente também no nordeste brasileiro desde esta época. Uma destas gravuras mostra vaqueiros vestidos com chapéus e roupas de couro (característicos desta região)  perseguindo um boi sendo auxiliados por cães grandes, que na época eram chamados de "cabeçudos", "onceiros" ou "boiadeiros". Em outra gravura, o príncipe relata o fato no sul da Bahia, onde segundo ele, quatro cães de orelhas cortadas, com grande porte e formato corporal retangular (característico do fila) estão acuando uma onça em cima de uma árvore.
Entre as décadas de 1930 e 1940, exemplares de filas-brasileiros, na época chamados de filas-nacionais, começaram a aparecer em exposições caninas em São Paulo, apresentados ao público da cidade grande. O primeiro a tentar expor estes cães foi Benedito Faria de Camargo. Estes cães, há muito negligenciados pela história, eram encontrados em fazendas do interior e foram reunidos para reerguer, organizar e formalizar a raça. O dr. Paulo Santos Cruz, considerado "pai da raça" por ter sido o principal entusiasta e promovedor do fila, escreveu o primeiro padrão da raça, que tornou-se válido em 1954.
O fila-brasileiro teve seu apogeu nas décadas de 1970 e 1980, quando era uma das raças com maior número de registros. Nesta mesma época, criadores tentaram mudar o padrão oficial da raça para abrandar o temperamento agressivo contra estranhos que, de certa forma, era exaltado no padrão anterior. Uma escolha que hoje em dia é polêmica, já que alguns criadores acreditam que o fila é um cão necessariamente com ojeriza a estranhos, mas muito dócil com a família e crianças. Outros também concordam que ele é muito dócil com a família e crianças, mas preferem um temperamento de guarda mais brando, onde o cão não aceitaria uma invasão territorial, mas aceitaria uma visita acompanhada de seu dono. O fato é que nesta época a palavra "ojeriza" foi substituída por "aversão", mantendo o mesmo significado na expressão "possui aversão a estranhos" em seu padrão oficial.
Uma outra conhecida polêmica foi a divulgação de um possível escândalo de mestiçagem, e de cães provavelmente mestiços sendo registrados como filas puros nas décadas de 1970 e 1980. O escândalo teria causado a separação entre os criadores e a formação de um clube independente, o CAFIB (Clube de Aprimoramento do Fila Brasileiro), cujo um dos fundadores foi o dr. Paulo Santos Cruz. O clube existe até hoje e os criadores seguem um padrão diferente, que segundo o CAFIB, descreve de forma fiel o verdadeiro fila puro, sem características de outras raças que teriam sido inseridas em outras criações registradas em outros clubes, clubes estes que inclusive teriam alterado o padrão justamente para adequar as características de cães mestiços.
O fila-brasileiro é conhecido pela fidelidade e devoção extremas ao dono, características que criaram um provérbio brasileiro secular que diz, "fiel como um fila". Tais características comportamentais foram apreciadas durante os séculos de desenvolvimento da raça, o que ajudou a popularizá-la.

## Origem
Muito se especula sobre as raças que deram origem ao fila-brasileiro, mas a intervenção do homem no aperfeiçoamento da raça dividiu igual importância com a seleção genética natural a que estes cães foram submetidos, devido as árduas condições encontradas pelos primeiros filas brasileiros em nossa história. Eles desempenhavam as mais variadas funções junto aos colonizadores, como guarda, caça, proteção contra animais selvagens, guarda de bovinos, faro para localizar e capturar escravos fugitivos, e até como cão de guerra, nos ataques a tribos nativas e posteriormente a quilombos. Devido a haverem tantas versões de seu surgimento, mas nenhuma cabalmente comprovada, o padrão oficial da raça omite qualquer versão histórica para o surgimento do fila, por não haver consenso entre os criadores sobre qual versão é a mais aceitável.

### Teorias da origem da raça brasileira
O Grande Livro do Fila Brasileiro de 1981 levanta algumas hipóteses sobre o surgimento da raça. Dentre as hipóteses levantadas no livro, estão quatro:

#### 1ª teoria: Mastiff - Cão de Santo Humberto - Antigo Buldogue Inglês

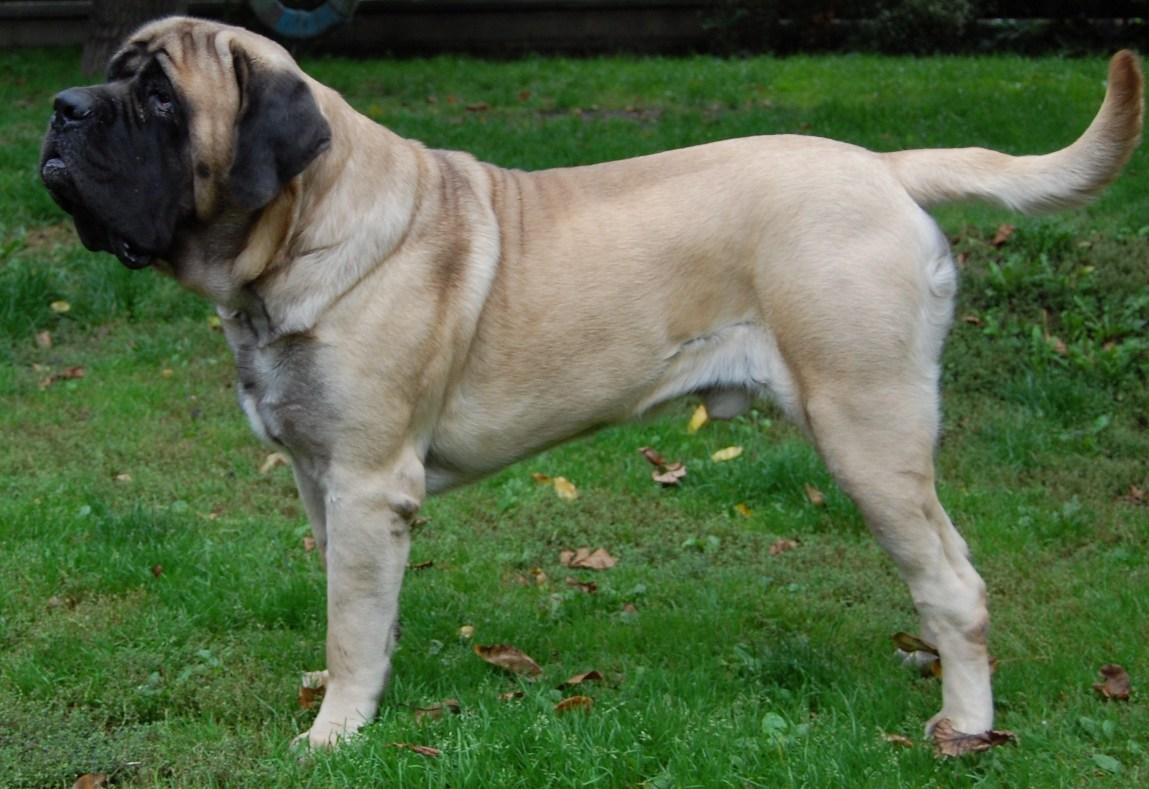
Mastiff inglês
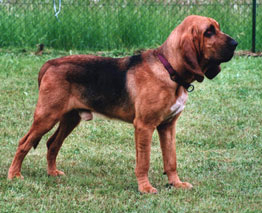
Cão de Santo Humberto (Bloodhound)
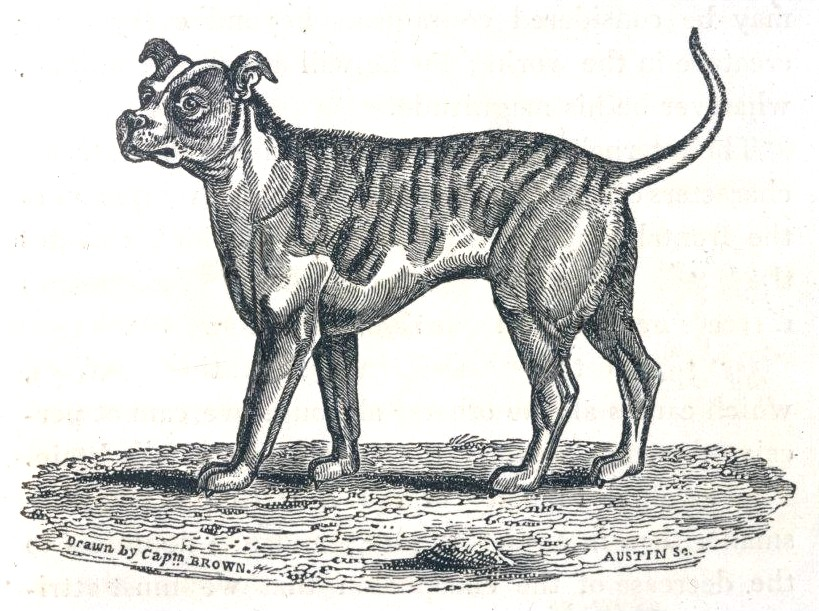
Antigo bulldog inglês

A primeira teoria sobre a origem do fila foi criada pelo dr. Paulo Santos Cruz, com base nas características anatômicas e psicológicas do fila-brasileiro. Sendo a teoria mais antiga, consequentemente é a mais difundida, ainda que não seja a mais plausível de todas. Paulo Santos Cruz teoriza que o fila-brasileiro é descendente de cães trazidos ao Brasil durante todo o período de colonização portuguesa. Nesta época muitos cães foram trazidos pelos colonos ao Brasil, raças de cães que eram comuns e muito úteis em toda a Europa ocidental no período do Brasil Colônia. Desta forma o Fila teria herdado o grande porte e a aptidão nata para a guarda do Mastim inglês, já do cão de Santo Humberto(Bloodhound), lhe teria sido transmitido o excelente faro e do antigo buldogue inglês (raça já extinta), herdou a agressividade, a aptidão para o combate e lida com bovinos e a coloração rajada. Segundo O Grande Livro do Fila Brasileiro, que a cita, não há nenhuma base bibliográfica que suporte esta teoria.

#### 2ª teoria: Cão de Fila da Terceira - Cão de Fila de São Miguel

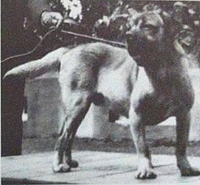
Fila da terceira
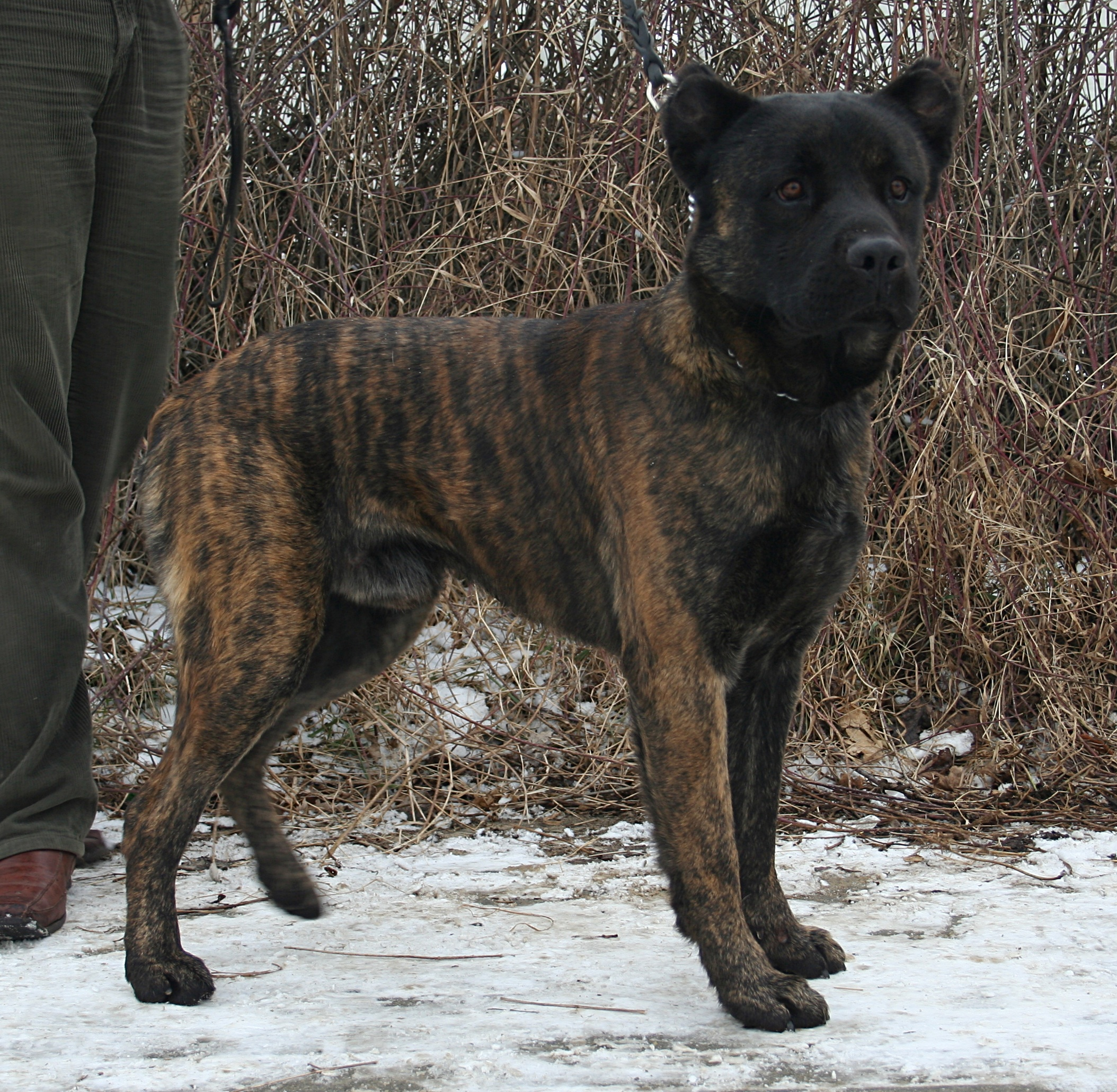
Cão de Fila de São Miguel

A 2ª teoria foi criada por João Batista Gomes. Esta teoria diz que os filas brasileiros são descendentes do seu homônimo, o Cão de fila da terceira que teria sido trazido maciçamente pelos portugueses e foi cruzado com o Mastim Inglês proveniente da vinda de D.João VI.
O Cão de fila da terceira ou terceirense, atualmente extinto, era uma raça portuguesa oriunda da Ilha Terceira, do arquipélago dos Açores. Este cão possuiria duas variedades, uma mais amastinada e outra mais abuldogada.
Devido ao levantamento desta hipótese, posteriormente veio a considerar-se também o Cão de Fila de São Miguel, outro homônimo. O Cão de Fila de São Miguel descende de mastins e outros cães inicialmente levados para a Ilha de São Miguel, no arquipélago dos Açores pelos primeiros colonos(portugueses e espanhóis), vindos do continente.
Estes cães teriam sido trazidos pelos portugueses durante a vinda da corte portuguesa para o Brasil, onde após a adaptação ao clima local teria surgido uma nova raça, bem utilizada como cão de boiadeiro, guarda de fazendas, caçador de onças, etc. E que acabou herdando o nome de seus ancestrais.
Da mesma forma que a primeira teoria, na criação desta não houve base bibliográfica, tratando-se apenas de especulação.

#### 3ª teoria: Cães europeus - cães indígenas
Em 1977, Francisco Peltier de Queiroz levantou uma terceira hipótese, considerando quase totalmente a primeira, mas com a adição do "quarto elemento": os cães nativos. Em sua teoria Queiroz relata que cães europeus como o mastim inglês, o bloodhound e o antigo bulldog teriam se unido ao cão indígena aracambé, o cão selvagem brasileiro e o lobo-guará, na formação da raça fila-brasileiro. Da mesma forma que nas teorias anteriores, não há base bibliográfica e muito menos motivação que justifique cruzamentos deste tipo. Deve-se considerar que as espécies de canídeos selvagens brasileiros não são capazes de se reproduzir com cães domésticos, já que não pertencem ao gênero biológico Canis.

#### 4ª teoria: Engelsen Doggen

Dogue de forte race. 1818-1842. Iconografia. Coleções Especiais da Universidade de Amsterdã.

Em O Grande Livro do Fila Brasileiro de 1981, o autor Procópio do Valle desenvolve uma teoria, que inicialmente deixa claro que o fila ou os seus ancestrais nunca trataram-se de animais de raça pura dentro do conceito moderno, e sim apenas tipos/categorias de cães designados para determinado trabalho. Com base em registros históricos da presença de cães similares, e com o rastreamento das regiões onde estes registros foram feitos, concluiu que os primeiros ancestrais do fila teriam chegado pelo norte, ou mesmo pelo nordeste. Analisando gravuras de Arnoldus Montanus de 1671 feitas durante a ocupação holandesa do nordeste, observou-se a presença de grandes cães em Olinda.
Esta teoria, uma das que mais possuem base bibliográfica, desenvolvida com base em gravuras, textos da época e uma carta da Companhia Holandesa das Índias Ocidentais de 1630, concluiu que a partir de 1631, em Pernambuco, por ocasião da invasão neerlandesa ao Brasil, os neerlandeses teriam trazido cerca de trezentos cães para ajudar a proteger as novas terras conquistadas dos portugueses e para realizar incursões contra a resistência dos indígenas liderados por Filipe Camarão. Estes cães grandes seriam exemplares já extintos, chamados Engelsen doggen em holandês (ou Englische Docke em alemão; um dos possíveis ancestrais do dogue alemão) usados contra touros e ursos, que, segundo o livro de Valle, seriam o antigo bulldog que já cruzados com mastins passaram a ser conhecidos como Dogue de forte race em francês, que significa algo como "Mastim de raça forte". Estes cães teriam rapidamente se espalhado pelo nordeste brasileiro, acompanhando as tropas neerlandesas. Posteriormente, já após a expulsão dos neerlandeses, ao longo dos anos, os descendentes dos primeiros dogues de forte race trazidos ao Brasil, teriam sido submetidos a um aprimoramento genético devido ao novo clima, alimentação, as novas atribuições recebidas no Brasil, como a caça, o pastoreio de bovinos e a perseguição a escravos. Então aquele tipo de cão que chegou ao Brasil com os neerlandeses teria evoluído através da seleção genética natural, e com isto surgiu uma nova raça, o fila-brasileiro. Estes cães teriam posteriormente chegado até Minas Gerais através da colonização às margens do rio São Francisco. Em Minas Gerais foram muito apreciados devido a sua aptidão para o trabalho com o gado. Este estado da federação brasileira teve forte vocação para criação de gado leiteiro, e os filas eram usados para pastorear e proteger o rebanho de onças e ladrões de gado, e devido as suas qualidades foram difundidos em Minas Gerais e conservaram seu grande porte e musculatura graças a alimentação com leite e angu de milho, que era farta na região. Com o escoamento da produção mineira sendo feito pelos tropeiros, que levavam estes cães em suas comitivas para proteção e para conduzir o gado, a raça se espalhou pelo país.
Estes cães, séculos depois poderiam ter sido cruzados com cães do tipo sabujo, para satisfazer as preferências dos caçadores.

### Outras teorias
Além destas 4 teorias apresentadas no livro dos anos 1980, outras teorias foram e são especuladas por criadores e pesquisadores cinófilos no século XXI.

#### Alão português

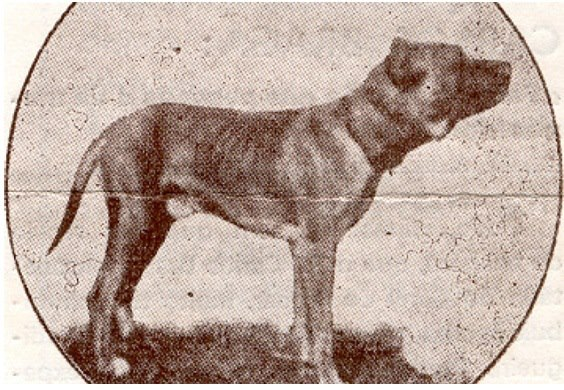
Cão alão português com orelhas cortadas, de nome Bocanegra, da recôva de Dom António Pacheco, 1904. Fotografia publicada na Revista A CAÇA – 5º, Anno VI, 1905. Lisboa, Portugal.

Em carta citada em O Grande Livro do Fila Brasileiro, Antônio Roberto Nascimento chama atenção para o antigo Alão português (ou Alaunt), que era utilizado na Idade Média em Portugal para caçar ursos e javalis. Presente na literatura portuguesa, o Alão era descrito como um tipo ou qualidade de cão de presa, grande e poderoso. O livro aponta também que o cão de fila-brasileiro, ou o seu ancestral, teria sido chamado de alão e molosso, pelos antigos.
Em outro trabalho, o cinófilo, mineiro e criador de filas Antônio Carlos Linhares Borges lançou em 2018 o livro Cão Fila Brasileiro - Preservação do Original, fruto de muitos anos de pesquisas e estudos, mostrando na obra os estudos comparativos, migratórios e históricos que dão fortes evidências da provável origem da raça ser o Alão português. O livro de Borges disseca cada uma das teorias de formação da raça mostrando as incoerências delas com base no contexto histórico de diferentes épocas, nas gravuras ou fotos (quando existentes) de cães dos respectivos períodos e nos documentos históricos disponíveis.
Nesta obra, a origem do Alão ibérico e, consequentemente, dos cães do tipo molosso de Portugal e da Espanha está explicada na emigração dos alanos que foram forçados a se moverem da Ásia Central para outra regiões pela perseguição implacável dos hunos, entre elas a península ibérica por volta do ano 400, levando seus próprios cães conhecidos por sua ferocidade e tamanho, que acabaram cruzando com cães nativos locais. Isto explicaria a similaridade genética e física em diversos aspectos (como o crânio braquicéfalo, ossatura forte e pesada, grande porte e as barbelas no pescoço) entre cães como o Alão português, Cão de gado transmontano, Mastim espanhol, Dogue Canário, Alano espanhol, Dogo espanhol, etc, com os do oriente médio e do cáucaso como Bully Kutta, Kangal, Pastor-do-cáucaso, Pastor-da-geórgia, etc, pois parte dos alanos se dispersaram para estas regiões e seus arredores.
Na teoria defendida neste livro é que para a formação do fila-brasileiro a grande imigração de portugueses ao Brasil no ciclo do ouro e do diamante foi essencial. Nesta época milhares de portugueses desembarcaram no país sendo que a grande maioria fixou moradia em Minas Gerais atraídos pela possibilidade de ficarem ricos, pois as principais e a maioria das minas de ouro e diamante foram encontradas neste estado. É estimado que num período de 100 anos, entre os séculos 18 e 19, chegaram ao Brasil por volta de 800 mil imigrantes lusitanos. Assim esta imigração em massa de Portugal trouxe grandes quantidades de cães que eram muito utilizados naquele país, principalmente cães multitarefas como é o caso do Alão português explicando o motivo do Fila ter se formado e ter sido descoberto em Minas Gerais e não em outros estados brasileiros, pois a raça se desenvolveu justamente nas rotas das áreas de exploração destes minérios - nas cidades, fazendas e áreas comerciais que existiam em função da exploração do ouro e diamante interligado estas diferentes regiões - e eram locais que constantemente existiam fluxos de pessoas, consequentemente de cães também, negociando mercadorias e serviços entre elas.
O autor estudou sobre as prováveis origens do fila-brasileiro sob a orientação de André Oliveira e Antônio Ferreira - portugueses, cinófilos e pesquisadores da Universidade de Coimbra de Portugal - que forneceram ricos materiais de estudos, muitos documentos históricos e fotos de antigos cães portugueses, entre eles o Alão português do final do século XIX e início do século XX. O Alão português atualmente está extinto, mas as antigas fotos mostram que ele e o fila-brasileiro (exceto o Fila padrão CBKC) são praticamente iguais. Provavelmente o Alão português em grande parte e o Cão de gado transmontano em menor parte são a base do fila-brasileiro, com alguns possíveis cruzamentos pontuais com outros tipos de cães portugueses de acordo com o livro. Para Borges, entender a verdadeira origem do fila-brasileiro e preservar as características originais que fizeram do Fila um cão de excelência por séculos é manter viva, no Brasil, a genética do extinto Alão português. Esta teoria apresentada no livro Cão Fila Brasileiro - Preservação do Original — devido aos embasamentos históricos, científicos e ao rico material encontrado em Portugal — tem ganhado cada vez mais força.

#### Mastim - Perdigueiros

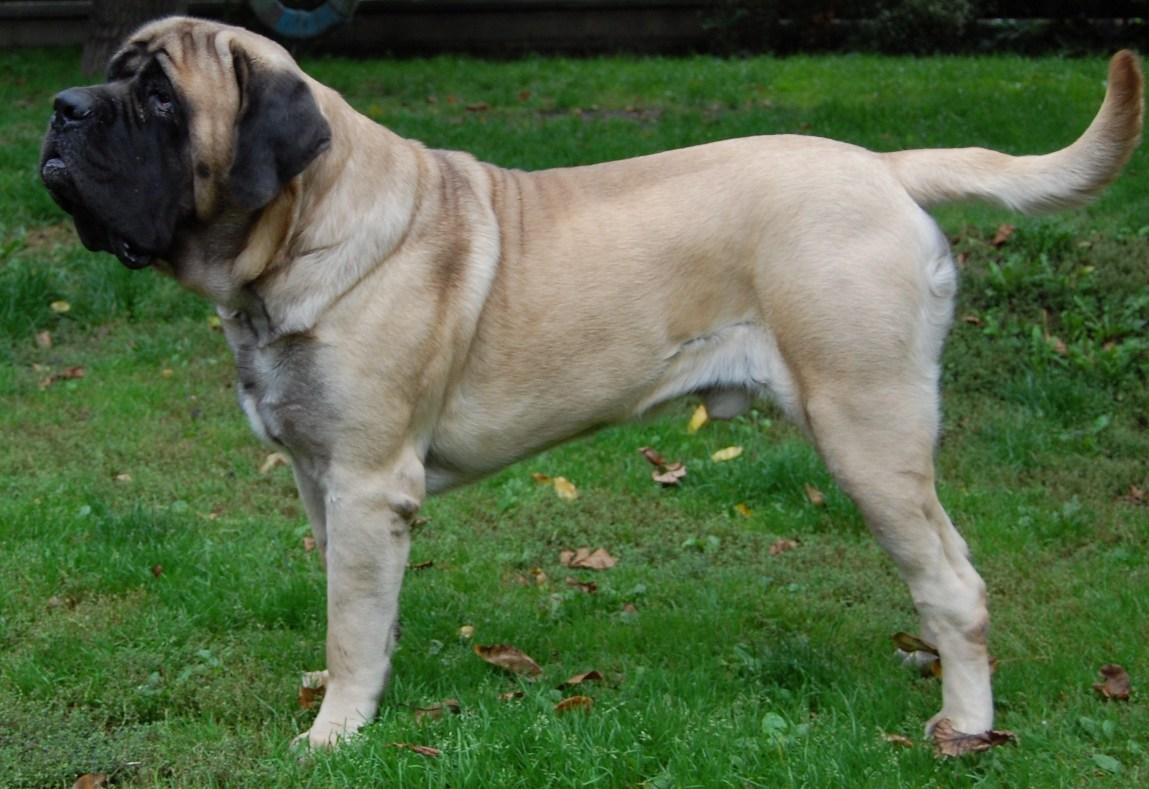
Mastiff inglês, raça de mastim
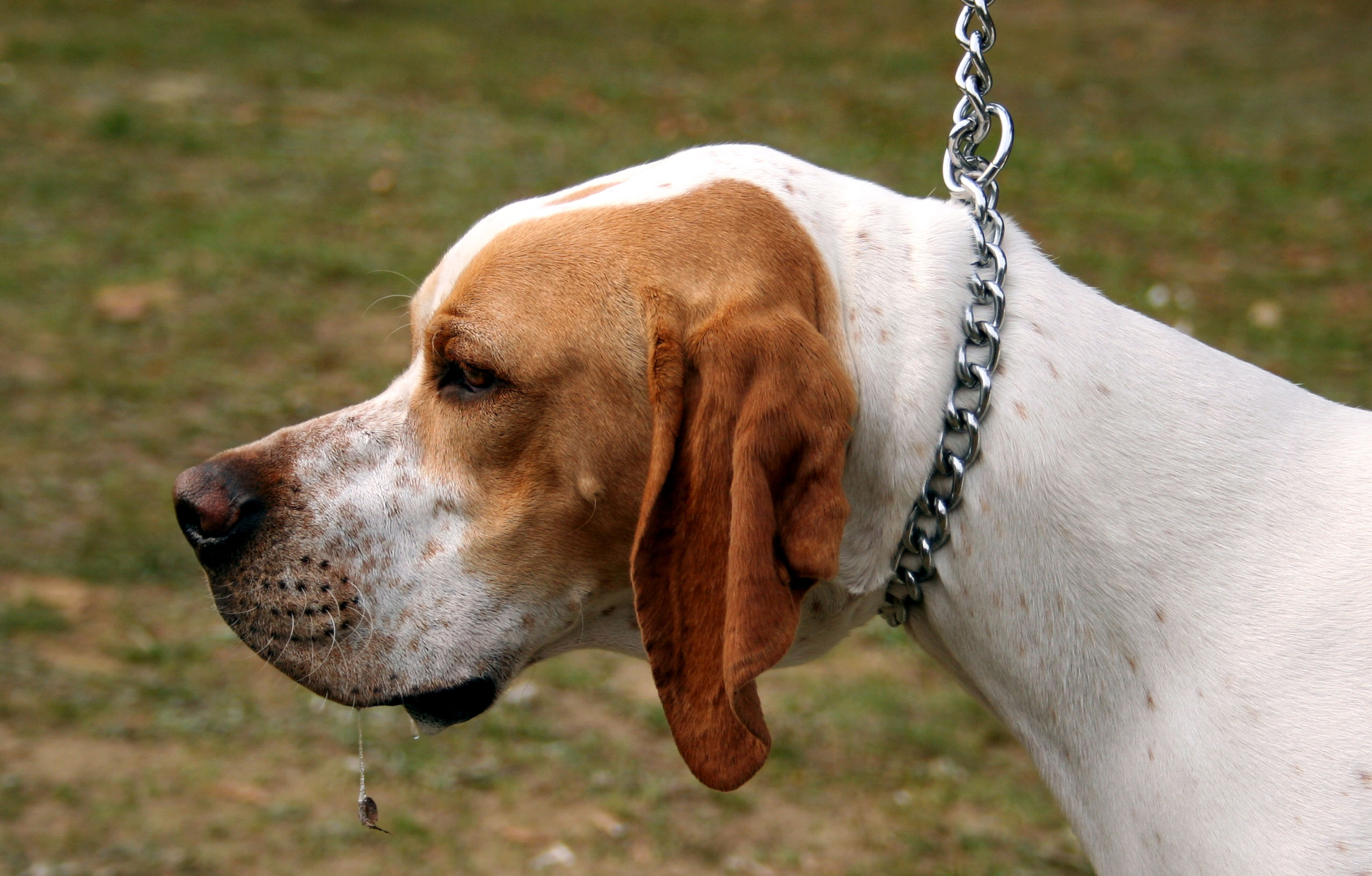
Pointer inglês (Perdigueiro inglês)

Outra teoria bem menos difundida, diz que o fila-brasileiro se formou com cruzamentos ocasionais de mastins trazidos na época da colonização portuguesa, com cães do tipo perdigueiro/sabujo encontrados em todo o Brasil.
A mistura destas raças geraria excelentes cães de caça e com forte instinto de guarda, o que levou a popularização desta mistura de raças e do perpetuamento do sangue de seus descendentes, nascia aí o fila-brasileiro.[carece de fontes?]

#### Cães molossos ibéricos - Sabujos

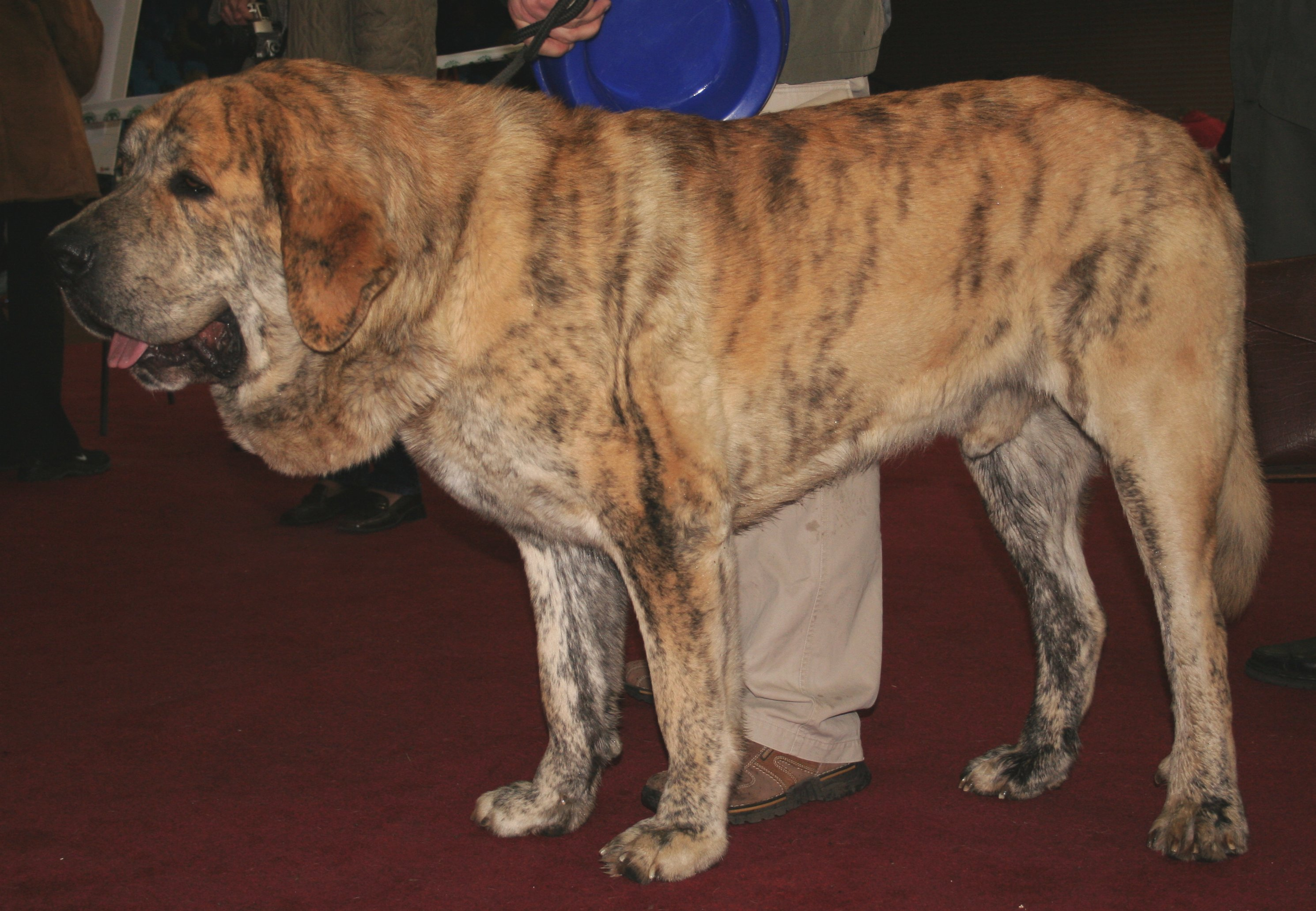
Mastim espanhol
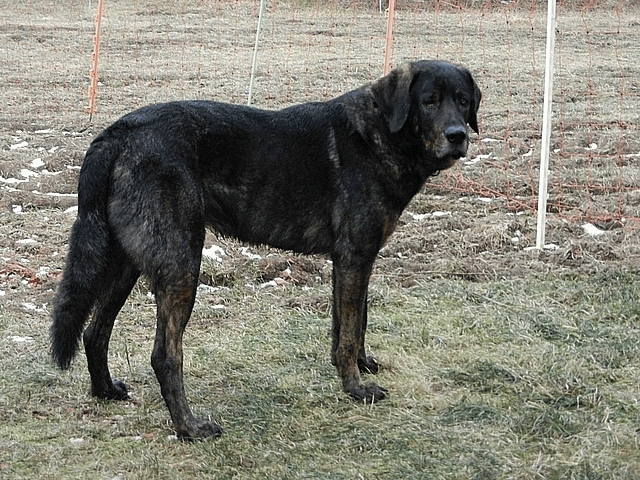
Cão-de-castro-laboreiro
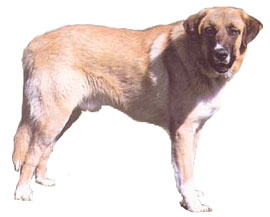
Rafeiro do Alentejo

Outra hipótese é que o fila-brasileiro descenda diretamente de várias raças caninas ibéricas, entre as quais as principais seriam: o cão de gado transmontano, cão de Castro Laboreiro, rafeiro do Alentejo e o mastim espanhol, além também possivelmente de cães de tipo sabujo. As raças consideradas na hipótese são de origem portuguesa ou espanhola, ou de regiões frequentadas pelos portugueses durante o Brasil Colônia.
Esta hipótese é, do ponto de vista histórico do Brasil, a mais plausível entre todas as teorias. Durante o Século XVI, praticamente o único fluxo de navios que chegavam ao Brasil era proveniente de Portugal, e não havia elevado intercâmbio cultural e econômico entre as nações europeias que justificasse a presença massiva de raças caninas estrangeiras em Portugal.

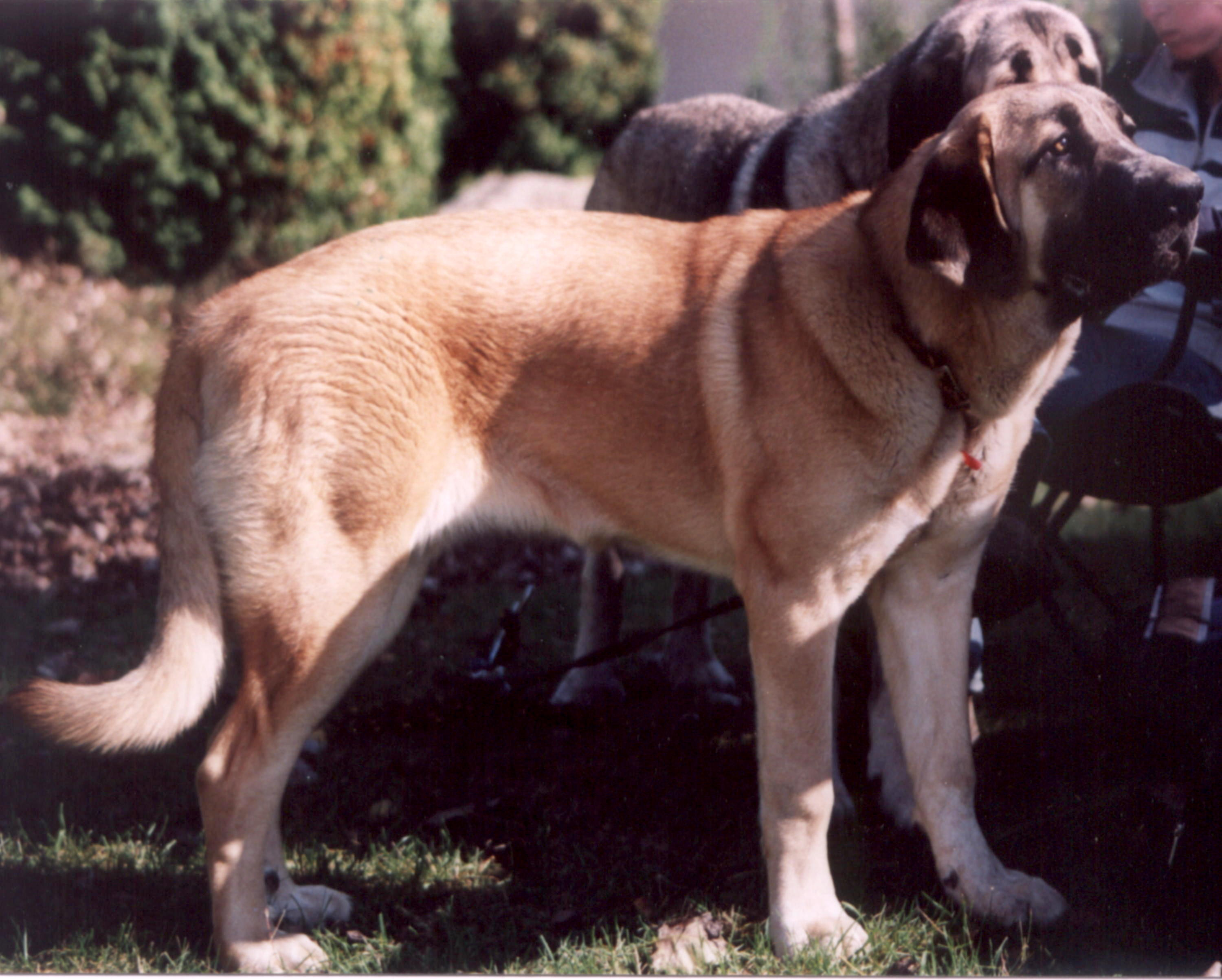
Mastim espanhol da variedade mastín leonés, raça que pode ter vindo para o Brasil durante a União Ibérica

Partindo deste princípio deduzimos que os primeiros molossos a chegar no Brasil tinham necessariamente a origem em Portugal. Os molossos portugueses Cão de Castro Laboreiro, Cão de Gado Transmontano e Rafeiro do Alentejo tem aptidões de trabalho idênticas ao fila-brasileiro, especialistas em proteger rebanhos de predadores e salteadores, além de um tipo físico bastante semelhante, por isso não nos resta dúvida de que a ancestralidade mais distante do fila-brasileiro é muito provavelmente oriunda pelo menos destas três raças.
Mais do que a coragem e instinto de proteção de propriedades rurais, os atuais cães de fila-brasileiro herdaram destes primeiros molossos por forjados na labuta da selva algumas características físicas bem marcantes, a cor preta sólida e o tigrado escuro, tão contestados por alguns criadores é herança do cão de Castro Laboreiro.[carece de fontes?] As luvas e o colar branco são herança do cão de gado transmontano e do rafeiro do Alentejo, assim como um tom de tigrado que já foi muito comum na raça em décadas passadas.[carece de fontes?] E a cor branco malhado que está extinta no fila-brasileiro é muito comum nestas duas raças portuguesas, o CAFIB (Clube de Aprimoramento do Fila Brasileiro) aceita em seu padrão racial a cor branco com malhas baias ou rajadas pois já houve filas puros assim no passado, já a CBKC (Confederação Brasileira de Cinofilia)  não aceita tal cor.
Também herdou das raças portuguesas uma peculiar característica, a agilidade, qualidade que não é comum entre os molossos de tal porte, além de garupa mais alta que a cernelha, e dimorfismo evidente, com isto havendo grandes diferenças de tamanho entre machos e fêmeas.

Bully Kutta

Outro molosso que teria grande contribuição genética no fila-brasileiro poderia ter sido a raça indo-paquistanesa mastim-paquistanês[carece de fontes?], também conhecida como bully kutta, descendente direto do extinto Alaunt. Desde o século XVI, após descobrir a rota comercial marítima para a Índia, no retorno da viagem, os navios portugueses quase sempre passavam pela colônia do Brasil, para abastecer o navio com pau-Brasil, água potável e suprimentos que os permitisse voltar a Portugal.[carece de fontes?]
Cão muito popular na Índia, o mastim-paquistanês poderia ter sido levado por marinheiros portugueses em suas viagens até o Brasil, cão muito feroz e que já foi utilizado pelo Império Persa em suas campanhas militares, era muito apreciado pelos senhores de engenho e bandeirantes brasileiros ao se embrenharem na mata para combater e capturar indígenas.[carece de fontes?] Pois não havia cães molossos nas novas terras descobertas na América, do mastim-paquistanês o fila-brasileiro teria herdado o temperamento bravio e um fenótipo muito semelhante.[carece de fontes?]
Em território brasileiro estas raças teriam começado a participar de um processo antigo e gradual de formação do fila-brasileiro, os cães mais ferozes nas tarefas de cão de guerra nos ataques a indígenas e quilombolas e no combate às onças para proteger estes homens de vida muito rústica, eram  acasalados para se obter filhotes com as mesmas qualidades, os rafeiros do Alentejo, cães de Castro Laboreiro, de gado transmontano, mastim-paquistanês e principalmente as gerações mestiças posteriores adaptadas às árduas condições de vida dos bandeirantes nas selvas brasileiras durante o Século XVI, foram o embrião, o estágio inicial da raça fila-brasileiro.[carece de fontes?]

Outra raça que também poderia ter contribuído claramente na formação do fila-brasileiro seria o cão de Santo Humberto(Bloodhound), por ter herdado deste um faro excepcional e um fenótipo extremamente semelhante, mas há contrapontos que dificultam esta teoria, já que não sabe-se como esta raça belga originária das colinas Ardenas teria chegado ao Brasil ainda durante os primeiros séculos de colonização.[carece de fontes?] Sabemos apenas, que durante o Brasil-colônia as raças que mais povoavam o país eram os cães do tipo sabujo, como perdigueiros, etc. Mas existem possibilidades.

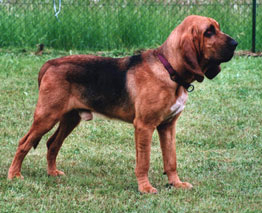
Bloodhound

O cão de Santo Humberto sempre foi muito popular na região das colinas Ardenas pela sua impressionante capacidade olfativa nas caçadas, esta região é de fronteira entre três países, Bélgica, Luxemburgo e França, sendo este último país um grande formador e apreciador de raças de faro, a fama de hábil caçador do Cão de Santo Humberto chegou a ultrapassar as fronteiras destes três países ainda no Século XI, e chegou a Inglaterra quando Guilherme O Conquistador, levou estes cães para o país britânico, sendo lá chamado de Bloodhound.
Famoso por sua habilidade de faro na região das Ardenas, os militares franceses utilizaram o cão de Santo Humberto em suas incursões fora da Europa, assim como hoje em dia a raça é muito utilizada por instituições policiais e de bombeiros mundo afora. A França tentou seguidamente invadir e colonizar sem êxito o território brasileiro por várias oportunidades durante o Século XVI até ao Século XIX, chegando no Rio de Janeiro em 1555 e somente sendo definitivamente derrotados em 1567. Várias esquadras francesas também aportavam com freqüência no litoral da Paraíba ao Ceará, sobretudo no Rio Grande do Norte para negociar pau-brasil com índios potiguares, e atacavam as embarcações que vinham de Portugal e navegavam por lá. Entre 1594 os franceses invadiram e colonizaram a cidade de São Luís no Maranhão, a sua mais duradoura tentativa de invasão, quando foram derrotados somente em 1615 por tropas luso-brasileiras.
Posteriormente a isto, mais alguns ataques frustrados ao território brasileiro aconteceram, como em Fernando de Noronha em 1700, no Rio de Janeiro em 1710 e 1711 (este com êxito), quando mais de cinco mil franceses atacaram a cidade, e ao Amapá em 1895, quando a França ocupou militarmente cerca de 260.000 km², devolvendo-os ao Brasil posteriormente após julgamento em corte internacional. Após todas estas tentativas de ocupação do território brasileiro pela França, é natural e único fato histórico que explica como uma raça franco-belga possa ter entrado no Brasil ainda no Século XVI e ajudado na formação do nosso fila-brasileiro.
Os filas que carregavam os genes do cão de Santo Humberto eram os melhores farejadores, e esta qualidade se tornou primordial para a perpetuação desta característica e consequentemente das demais características físicas do cão de Santo Humberto no fila-brasileiro, já que os melhores farejadores eram muito apreciados por capitães-do-mato quando saíam no encalço de escravos indígenas ou africanos fugitivos, e esta atividade era primordial ao sucesso econômico dos primeiros integrantes da elite da sociedade luso-brasileira daquela época, os senhores de engenho, porque era mais barato recapturar um escravo fugitivo do que comprar outro junto aos mercadores de escravos. Com isso, lucravam mais os capitães-do-mato que possuíam filas ferozes e rústicos para encarar a selva e seus perigos, mas principalmente os que também possuíam um bom faro, habilidade principal para conseguir recapturar os escravos fugitivos. Assim os genes do cão de Santo Humberto também se perpetuaram na formação do fila-brasileiro, e hoje em dia é possível notar grande semelhança física entre as raças, especialmente em algumas características como barbela, cabeça e orelhas, sendo estas últimas um pouco maiores no cão de Santo Humberto.
Também é importante salientar a participação da raça Mastim Espanhol no processo de formação do fila-brasileiro.[carece de fontes?] Ambas as raças são fisicamente muito semelhantes(em especial com a variedade Mastin leonés), sendo a cabeça, a barbela, orelhas, e o corpo robusto as característica mais parecidas, além de um temperamento bravio e a cor baio sendo a mais comum em ambas. Durante a época da União Ibérica, que durou de 1580 a 1640, com os portos brasileiros abertos aos navios espanhóis, assim como também abertas as fronteiras com as colônias espanholas vizinhas, os mastins espanhóis teriam chegado em massa ao Brasil, exímios protetores de rebanhos que vinham trabalhar com gado, trazidos por colonos espanhóis e que também foram levados as colônias espanholas vizinhas pelo Exército Espanhol para o combate à indígenas e separatistas. A Guerra Guaranítica, onde tropas do Exército Espanhol adentraram no sul do Brasil, é outro fato histórico que pode ter contribuído com a chegada do mastim espanhol ao território brasileiro.
Os mastins espanhóis pela sua robustez, temperamento bravio e principalmente pelo sucesso no uso por tropas espanholas em suas colônias, pode ter sido amplamente utilizado quando bandeirantes e tropas do governo resolviam atacar os quilombos, contribuindo assim também com seus genes ao cão de fila-brasileiro.
Já a partir do Século XVIII, o mix de genes formador do fila-brasileiro já estava por assim dizer terminado, e os tropeiros, que levavam rebanhos e mercadorias rurais do interior do território brasileiro aos grandes centros urbanos, foram os responsáveis por disseminar e popularizar a raça pelo país, já que os filas eram ferramentas indispensáveis na proteção das comitivas, e "produtos" cobiçados por fazendeiros criadores de gado, para garantir a segurança das propriedades rurais e seus rebanhos.

## Padrões
Quanto aos padrões, a grande maioria dos cães da raça fila-brasileiro que possuem pedigree estão registrados em dois principais padrões: o CBKC/FCI e o CAFIB.
Padrão CBKC
O padrão imposto pela CBKC (Confederação Brasileira de Cinofilia), e consequentemente também pela FCI (Federação Cinológica Internacional), descreve um cão bem mais molossoide, com mais pele solta, mais rugas, etc., e destacadamente aceita a pelagem preta. De acordo com estudiosos da raça fila-brasileiro, o padrão em vigor pela CBKC foi originado de uma série de modificações a partir da década de 80 e sofrendo, no decorrer do tempo, atualizações feitas para adequar e incluir cães notadamente mestiçados com outras raças molossoides como Dogue Alemão, Mastim Napolitano e Mastim Inglês, em consequência do grande número de mestiçagens e inserções realizadas por alguns criadores a partir da década de 1970. Atualmente alguns criadores consideram que o fila-brasileiro padrão CBKC é uma outra raça.
Padrão CAFIB
O padrão imposto pelo CAFIB (Clube de Aprimoramento do Fila Brasileiro) possui uma proposta diferenciada baseada nos cães antigos, assumidamente com a proposta de preservar o fenótipo considerado puro, descrevendo um animal mais funcional que o do padrão CBKC, com menos pele solta, menos rugas, etc, e além disso não aceita a pelagem preta, sob a alegação de que esta coloração trata-se de um sinal de mestiçagem com Dogue Alemão, já que seria atípica na raça desde os primórdios. Em contrapartida, aceita cães brancos com marcas rajadas, uma padronagem que pode ser encontrada em antigos registros fotográficos do Fila. Os cães deste padrão em seus próprios shows de exposição têm seu temperamento testado, não devendo demonstrar covardia avançando com coragem sobre a ameaça. O CAFIB afirma, de acordo com seu próprio stud book, que todas as características do fila-brasileiro padrão CBKC que não condizem com o fenótipo mais antigo são fruto de mestiçagem com diversas raças.
Outros padrões menores
Além da divergência principal na raça entre os padrões CBKC e CAFIB, existem outros padrões menores que defendem pontos de vista específicos sobre as características físicas e temperamentais do que é considerado o fila-brasileiro ideal.
- Padrão original PSC - considerado o "pai" do fila-brasileiro, Paulo Santos Cruz (PSC) escreveu o primeiro padrão da raça em 1946, que é considerado por alguns como o verdadeiro e único padrão da raça. Este padrão não é aceito pela maioria dos criadores no padrão CAFIB devido a aceitar a cor preta que, de acordo com estudiosos da raça fila-brasileiro, nunca existiu e é produto de mestiçagem.[18] Alegam que o Fila preto que é afirmado ter sido visto em uma fazenda nos idos da década de 40 é na verdade um cão com um tigrado escuro e listras mais escuras, mas ainda perceptíveis no seu contraste de cores. Os críticos deste padrão ainda afirmam que posteriores padrões escritos pelo próprio Paulo Santos Cruz corrigiram os equívocos na definição das características físicas do Fila de padrões anteriores.[12]
- Padrão PSC - padrão PSC é definido como qualquer padrão que deriva daquele escrito por Paulo Santos Cruz (PSC). O padrão CAFIB, AMFIBRA e OFB são padrões PSC.
- Padrão AMFIBRA[20] - é uma variação do padrão CAFIB com algumas modificações.
- Padrão OFB:

 Entre os padrões menores, o padrão Original Fila Brasileiro (OFB) é o que vem despertando maior interesse e trazendo novos entusiastas para a raça. O original fila-brasileiro é registrado como uma raça separada na SOBRACI. Foi criado por Antônio Carlos Linhares Borges com base nos estudos comparativos, migratórios e históricos publicado no livro Cão Fila Brasileiro - Preservação do Original lançado em 2018 por ele próprio, pretendendo resgatar e preservar o fila-brasileiro anterior aos anos 1970 considerando o tipo original de fazenda que segue o padrão relatado por Paulo Santos Cruz, que é um tipo considerado primordial, primitivo ou aborígene, ainda hoje utilizado para diversas tarefas no interior de Minas Gerais sendo - muitas vezes - um cão multitarefa. Os cães resgatados deste padrão pretendem ter a característica de alta rusticidade e temperamento e serem cães extremamente saudáveis, com estamina e físico altamente propício para o desenvolvimento de diversas tarefas diariamente.

## Características

### Físicas

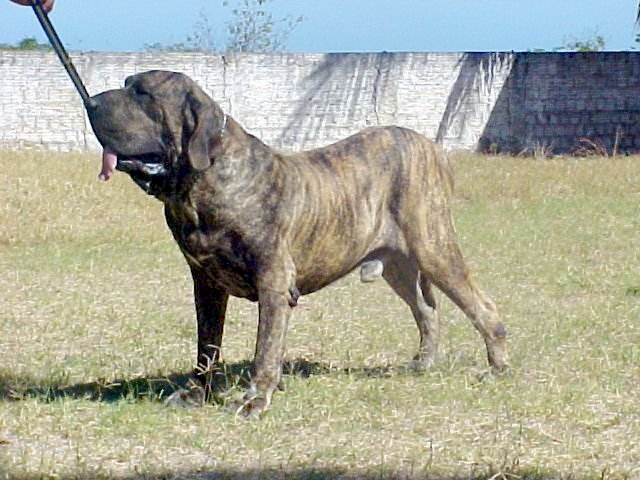
Fila-brasileiro tigrado padrão CBKC.

Uma de suas características físicas mais marcantes, e que chegam a identificar a raça frente ao público em geral, certamente é o seu tamanho, filas machos possuem entre 65-75 centímetros na altura da cernelha e pesam no mínimo 50 kg. Sendo uma das maiores raças caninas, apesar de existirem outras mais altas, também é um gigante entre os cães quando medido o comprimento da ponta do peitoral até o final do dorso, e tem uma das maiores e mais pesadas cabeças entre as raças caninas, características dos molossos, mas o que verdadeiramente reforça a impressão de grande porte, é a sua estrutura física com uma impressionante massa muscular, os machos pesam em torno de 70 kg, havendo vários exemplares que ultrapassam esta faixa de peso, apenas a nível de comparação, a maioria dos exemplares da raça pit bull, com sua impressionante musculatura, não passam dos 28 kg.
Muitos criadores de fila-brasileiro, são unânimes ao afirmar que a raça tem uma característica singular entre as raças de grande porte, atingem em galope uma velocidade insuspeita para cães de tal tamanho, esta velocidade aliada ao seu porte dão ao fila-brasileiro um dos mais potentes ataques entre as raças de cães, podendo derrubar um homem com um mínimo de esforço, sua velocidade, inclusive o auxilia a superar obstáculos de até dois metros de altura com certa facilidade. Quando está andando, sua movimentação lembra à dos felinos, movimentando os dois membros do mesmo lado do corpo ao mesmo tempo, o que lhe dá movimentos muito largos, a sua movimentação é influenciada pelas suas articulações de molosso, o que lhe permite rápidas mudanças de direção.

#### Cores

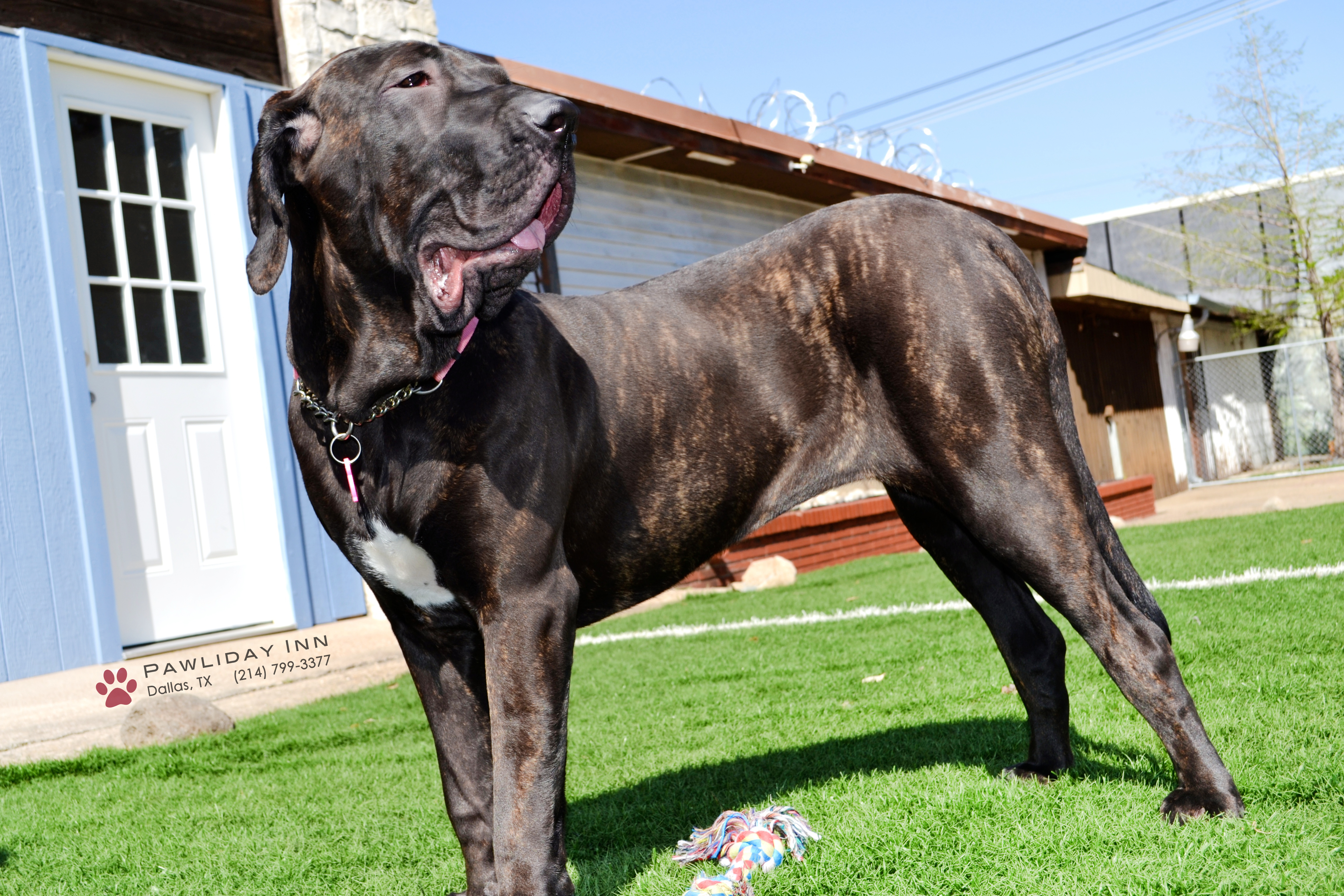
Espécimes de coloração negra são reconhecidos por muitos criadores como impuros.

Atualmente, os filas brancos ou brancos e malhados são considerados impuros, porém no passado, já houve filas brancos ou malhados considerados puros e inclusive sendo campeões de exposições caninas e usados na caça. Atualmente, brancos, malhados (branco com manchas escuras), pretos com canela (tricolores) e azuis (cinzas) são fora do padrão, as cores permitidas são todas as cores sólidas ou tigrados com fundo nas cores sólidas, desde os pouco rajados ou fortemente rajados, com ou sem máscara preta, podendo ou não ter marcações brancas nas patas, peitoral e na ponta da cauda, é comum marcações brancas no pescoço, quando o cão também tem marcações brancas no peitoral, com isto formando um colar, porém são indesejáveis, assim como demais marcações brancas no restante da pelagem (com exceção de peito, patas e ponta da cauda).
Na prática, os filas brasileiros são de duas cores, e em todas as suas variedades, a mais comum é a cor dourada ou amarelada em todas as suas tonalidades, desde os cremes, passando pelos tons de amarelo até chegar nos castanhos ou avermelhados, como cor de barro, em vários tons; Tigrado/ rajado, esta cor pode ou não ser rajado com pouca ou muita intensidade, com raias finas ou grossas, e os rajados podem ser claros ou escuros, passando por todas as variações.

### Psíquicas

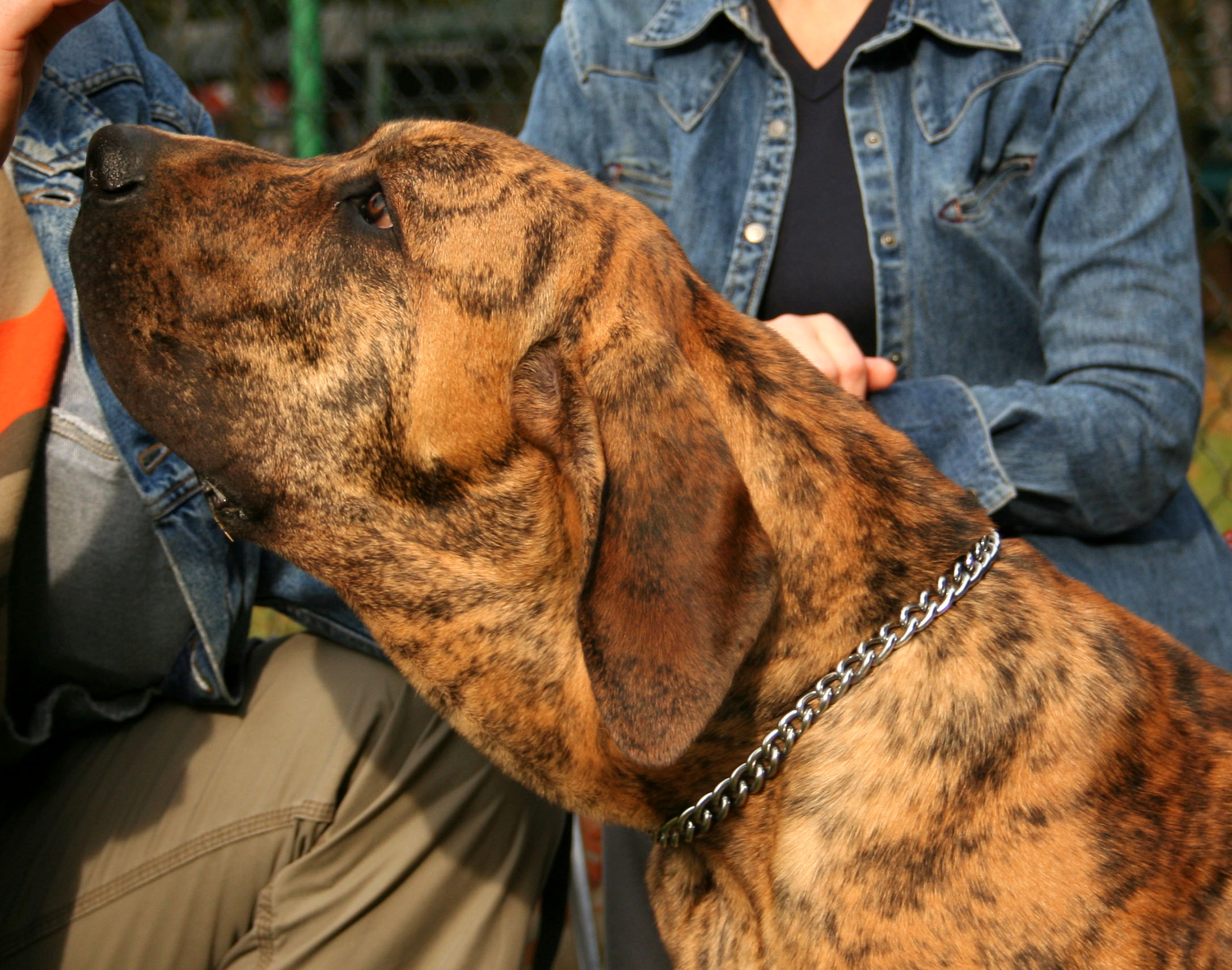
Fila brasileiro e sua proprietária

O fila-brasileiro possui um dos temperamentos mais paradoxais do reino canino, primeiro porque possui uma característica praticamente única entre todas as raças caninas, e que inclusive está descrita em seu padrão oficial: a aversão a estranhos. Na prática, esta característica impede que o animal seja enganado por um conhecido mal- intencionado, já que os filas brasileiros não aceitam visitas de pessoas de fora da família em seus domínios, mesmo que acompanhadas pelo seu dono. Tal característica é única entre todas as raças reconhecidas pela Federação Cinológica Internacional, e devido a isto, em exposições de beleza, o fila-brasileiro é a única raça que impede o contato físico com o juiz cinófilo, e atualmente não é mais penalizado por isto porque os juízes tem ciência que tal característica é prevista no seu padrão rácico.
Por outro lado, é proverbial a sua fidelidade ao dono e aos membros de sua família, procurando com insistência a companhia de seu dono, como um gigante carente, e é muito grande a sua tolerância com as crianças da família, geralmente deixando os pequenos até mexerem em sua vasilha de ração. Por ter um comportamento avesso a estranhos, se torna um cão muito fiel aos de sua convivência.

#### Aptidões para o trabalho

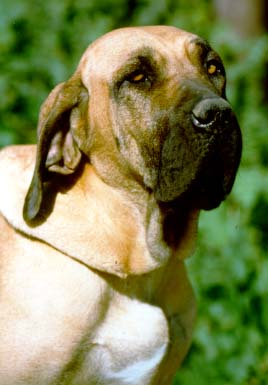
Fila brasileiro

Suas habilidades para o trabalho também são marcantes, além de sua pré-disposição natural para a guarda, inclusive sem precisar de adestramento para isto, o fila-brasileiro, por seu porte, agressividade quando necessária, e principalmente pela sua coragem, já que não recuam diante de tiros e bombas,
é ideal para tropas de choque policiais, que tem a missão de acabar com distúrbios causados por multidões enfurecidas, e devido a esta última característica, também é utilizado por tropas de combate das forças armadas.. Por descender do cão de Santo Humberto, famoso cão farejador britânico, o fila-brasileiro possui um faro apuradíssimo, que inclusive, em séculos passados, já foi utilizado por capitães-do-mato para recapturar escravos fugitivos.
Na área rural é onde tem excelente destaque, onde nos primórdios foi usado para caçar onças que ameaçavam as mulas e o gado das comitivas dos bandeirantes e até hoje protege rebanhos de gado contra ataques de onças e ladrões nas áreas rurais brasileiras, inclusive também desempenhando papel de cão boiadeiro, trabalhando para reunir o gado e acompanhando as comitivas quando necessário, e inclusive devido a esta aptidão, foi chamado durante séculos de boiadeiro, entre as atividades de um cão boiadeiro, enumeram-se o pastoreio e a guarda dos rebanhos, desempenha bem as duas funções, mas sua especialidade certamente é a guarda dos rebanhos, seja no pasto, nas comitivas ou no curral, e realiza também a proteção das sedes das fazendas, enfim, sua principal característica no campo é a guarda.

## Forças armadas e policiais

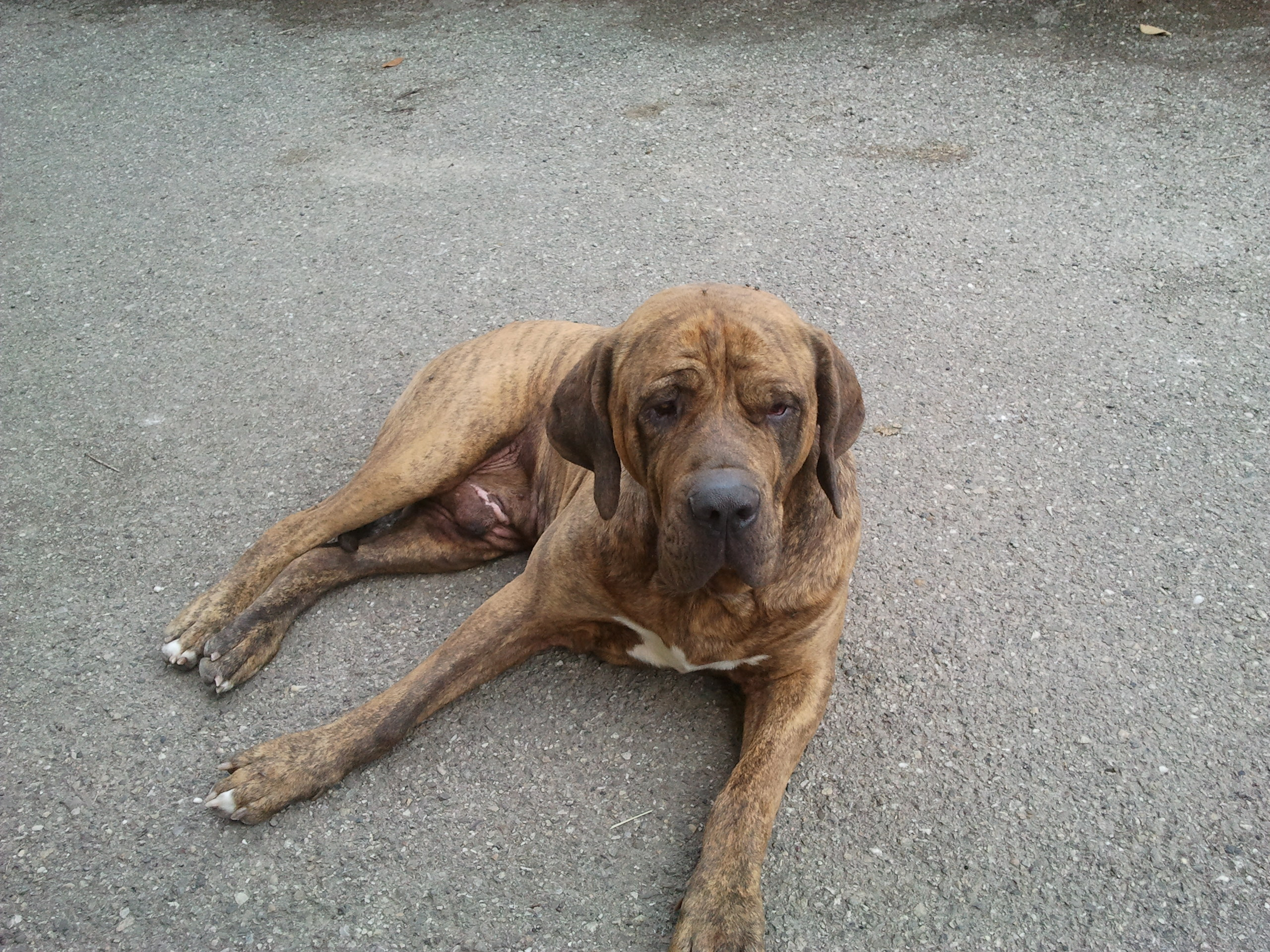
Fila brasileiro adulto

O Exército Brasileiro e o Exército Israelense realizaram, separadamente, testes e estudos com diversas raças para escolherem o cão mais apto ao trabalho de cão de guerra (muito mais complexo do que o trabalho do cão policial). Estas organizações chegaram a conclusão de que o fila-brasileiro é a melhor raça de cão para as forças armadas.
O Exército Brasileiro, através de seu reconhecido internacionalmente CIGS - Centro de Instrução de Guerra na Selva, realizou testes durante 5 anos com cães das raças doberman, pastor alemão e o próprio fila-brasileiro, levando estas raças a situações extremas, próximas de um real conflito na selva. Chegaram à conclusão que o fila-brasileiro é a raça mais apta ao trabalho na selva. Os estudos apontaram que o fila-brasileiro teve melhor adaptabilidade às condições inóspitas da floresta amazônica e em ambiente hostil. Teve melhor desempenho na maioria das qualidades testadas, como olfato, resistência, força, coragem, silêncio, entre outras características..
O Exército Israelense fez testes semelhantes em campos de treinamento em Israel, mas em um período menor e com um número muito maior de raças, e também elegeram o fila-brasileiro como a melhor raça para a guerra moderna. Segundo o relatório, a característica mais marcante da raça é a coragem, pois não recuam diante do barulho das bombas e dos tiros...
No Brasil é uma das raças oficialmente utilizadas pelo Exército Brasileiro, onde, além de seu uso pelo Comando Militar da Amazônia, é também usado como cão de guerra pára-quedista pela Brigada de Operações Especiais. Tem também destaque como cão farejador ou cão de tropa de choque na polícia do exército, porém, seu uso por outras forças policiais ou pelos corpos de bombeiros militares ainda é muito restrito.
No exterior, é amplamente utilizado por várias organizações policiais estadunidenses, inclusive a K9, e também é muito comum o seu uso por agentes penitenciários de presídios de segurança máxima dos Estados Unidos. Também é sabido de seu uso por forças de segurança do Peru, Nigéria, Israel, e Chile.

## Perfil clínico
Algumas doenças podem acometer esta raça devido a seu porte. São elas:
- Displasia coxofemoral

Alteração física de caráter hereditário na articulação entre o fêmur e a bacia do cão, que causa problemas de locomoção, dor e incômodo ao animal. Afeta alguns indivíduos da maioria das raças de grande porte, observar se os pais são saudáveis é um bom meio de adquirir filhotes que não venham futuramente a ser portadores de displasia coxofemoral, já que se trata de uma doença genética.
- Torção gástrica

Afeta alguns indivíduos da maioria das raças de grande porte, caracteriza-se pela torção do estômago, causando compressão da circulação na região abdominal. Pode levar à morte, se o cão não for operado o mais rápido possível. Dividir a ração em pelo menos duas porções diárias minimiza muito as chances de o cão ser acometido pela torção gástrica.
Estes males não chegam a ser considerados endêmicos na raça.
No mais é uma raça rústica e saudável, já que seu desenvolvimento se deu naturalmente, apenas puderam perpetuar o sangue da raça os exemplares mais fortes e aptos à auxiliar seus proprietários nas diversas tarefas rurais de que foram encarregados durante os séculos de seu desenvolvimento, com isto adquiriram genes de resistência que tornam a raça bastante saudável.